# Peter Varellas
Peter Varellas (Moraga (Califórnia), 2 de outubro de 1984) é um jogador de polo aquático estadunidense, medalhista olímpico.

## Carreira
Peter Varellas fez parte do elenco medalha de prata de Pequim 2008.